# Xavier De Cock

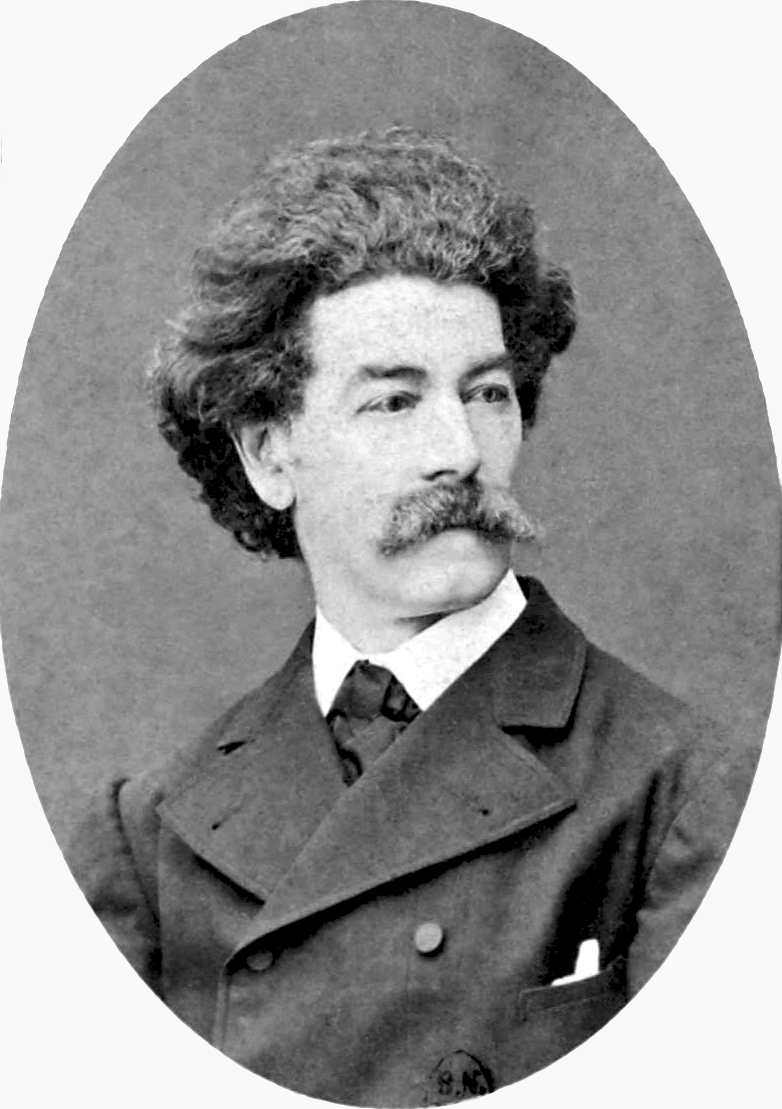
Xavier De Cock

Xavier De Cock (* 10. März 1818 in Gent; † 11. August 1896 in Deurle in der Gemeinde Sint-Martens-Latem) war ein belgischer Tiermaler.
Xavier De Cock war ein älterer Bruder von César De Cock (1823–1904).
Xavier De Cock studierte von 1830 bis 1835 an der Académie royale des beaux-arts de Gand. Danach wurde er Schüler von Ferdinand de Braekeleer in Antwerpen.
Er unternahm eine Studienreise in die Ardennen (1838–1839), dann nach Holland, wo er die alten Meister kopierte. In den Jahren von 1852 bis 1853 ging er über die Normandie nach Paris, wo sich ihm 1855 sein Bruder César De Cock anschloss. Sie ließen sich in dieser Stadt nieder und machten häufige Besuche in dem Künstlerstädtchen Barbizon, wo sie nach dem Beispiel ihrer französischen Freunde Anhänger der Freilichtmalerei wurden.
1857 nahm Xavier erfolgreich am Pariser Salon teil. Das dort ausgestellte Gemälde „Kühe an der Wasserstelle“ gewann die Goldmedaille.
Ab 1857 blieb er häufig im Dorf Sint-Denijs-Westrem bei Gent, wo er sich mit dem Maler Albijn Van den Abeele anfreundete. Nach der Heirat im Jahr 1860 ließ er sich dauerhaft in Deurle in der Gemeinde Sint-Martens-Latem nieder. Er kehrte jedoch jedes Frühjahr nach Paris zurück, wo er seinen Bruder César traf.
Der Künstler malte meist Landschaften im Stil der Schule von Barbizon, fast immer mit grasenden Kühen oder Schafen im Vordergrund. Sehr selten malte er Genrebilder, Porträts und Stillleben. In Deurle bildete er einige junge Künstler aus, die die sogenannte École de Laethem-Saint-Martin gründeten.

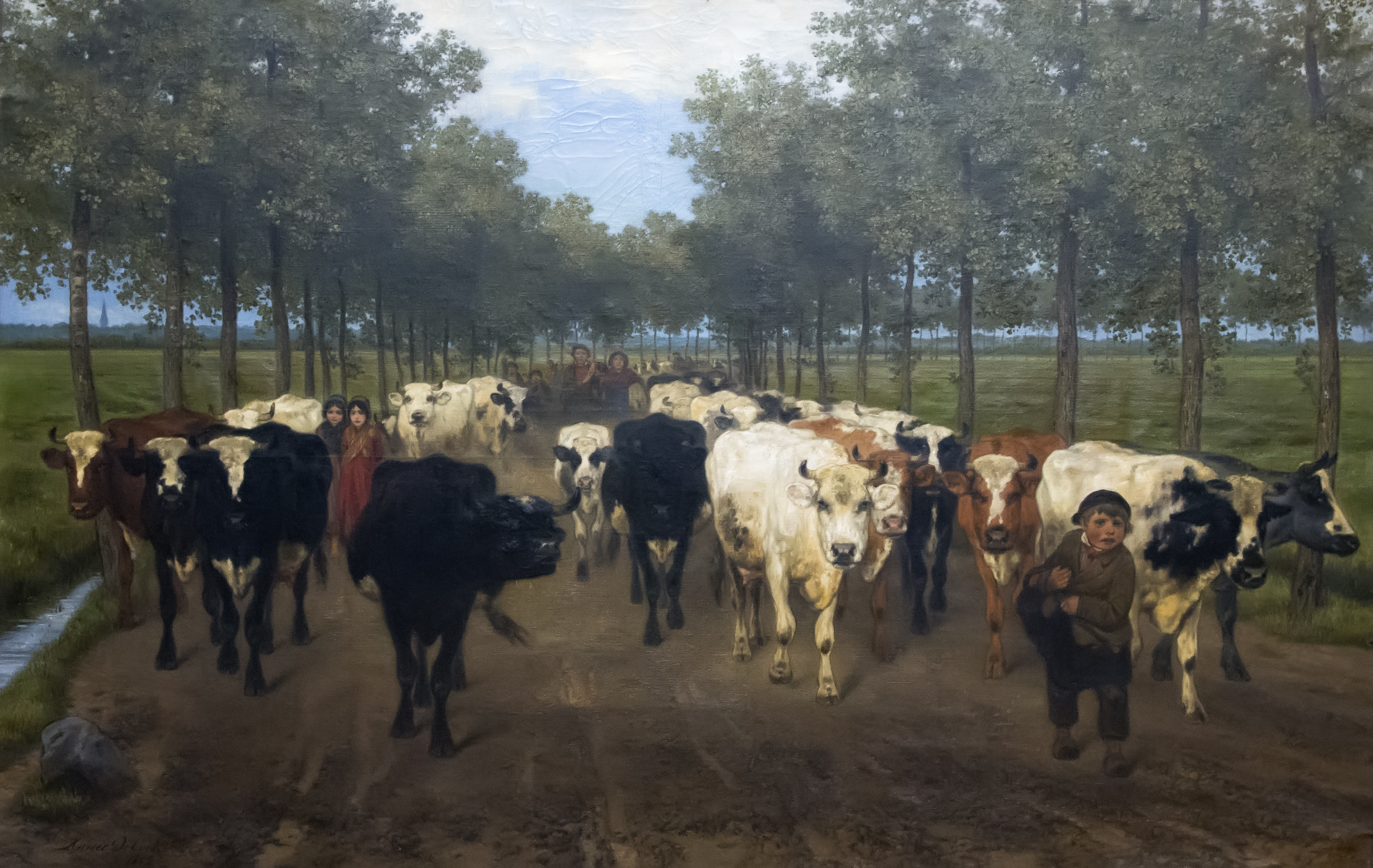
Die Meersstrasse in Gent (1862) (MSK Gent)
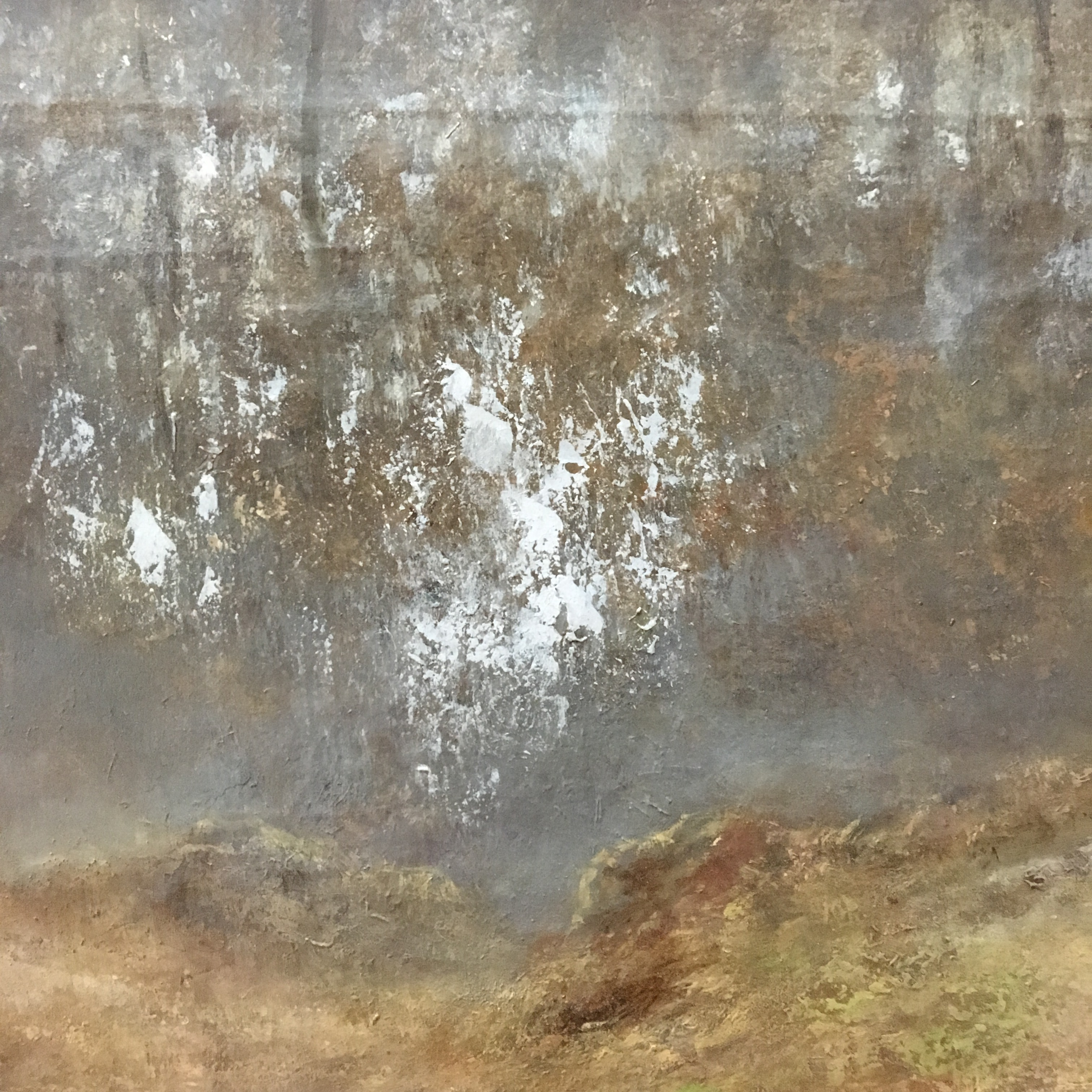
Landschaft mit Schafe (Detail) (MSK Gent)
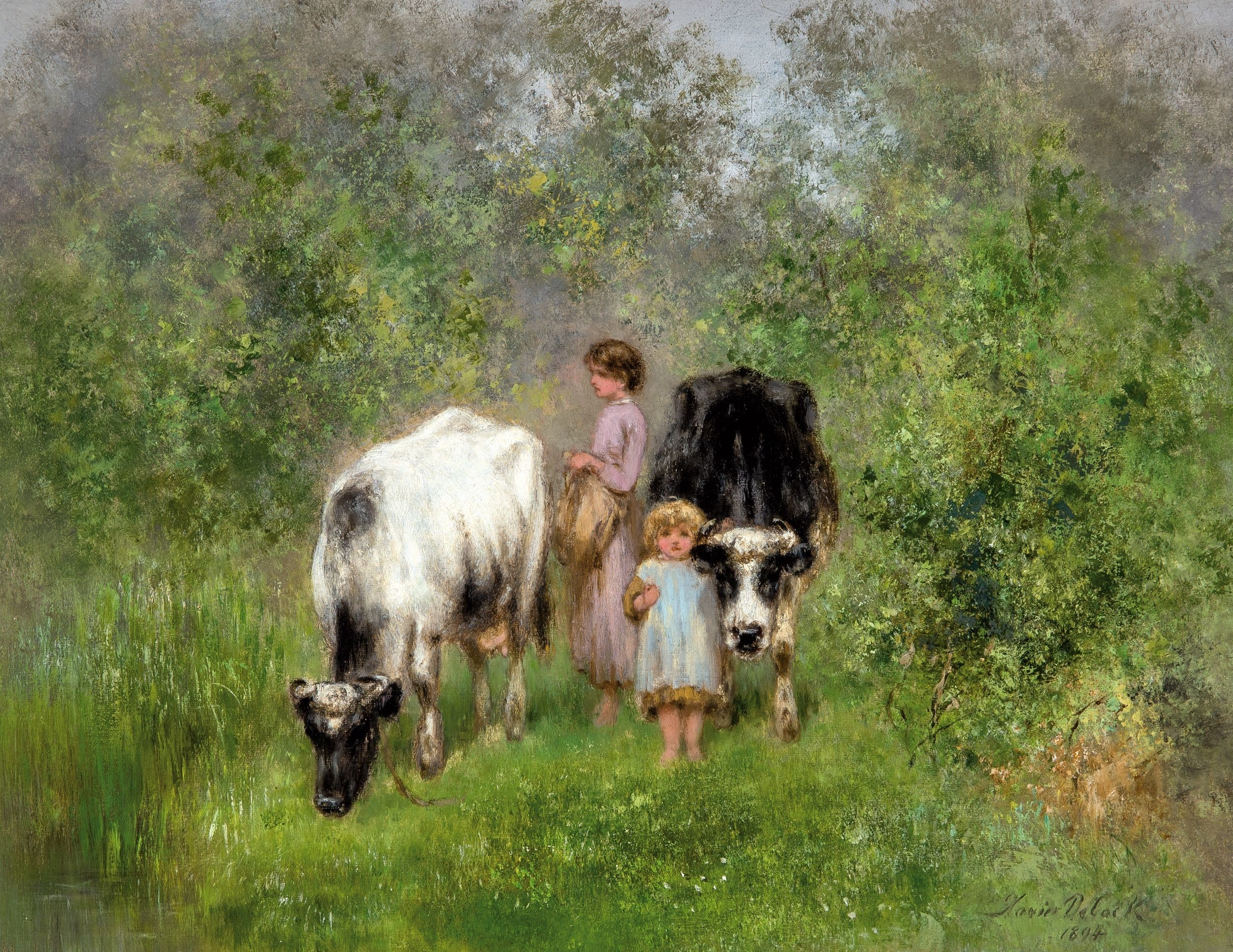
Die Kuhhirtinnen